# Impianto termico
L'impianto termico è un impianto tecnologico destinato alla climatizzazione estiva ed invernale degli ambienti con o senza produzione di acqua calda per usi igienici e sanitari o alla sola produzione centralizzata di acqua calda per gli stessi usi, comprendente eventuali sistemi di produzione, distribuzione e utilizzazione del calore nonché gli organi di regolazione e di controllo.
In senso lato, per impianto termico si intende sia la componente dedicata a fornire calore durante il periodo invernale (cioè l'impianto termico in senso stretto), sia la componente dedicata a sottrarre calore durante il periodo estivo con il caldo.
La componente dedicata al raffrescamento estivo è indicata, generalmente, come "impianto di condizionamento".

## Categorizzazione
L'apporto di calorie e/o frigorie all'ambiente servito può avvenire attraverso numerosi sistemi e componenti che si differenziano sia per le modalità di generazione, sia per il sistema di vettoriamento (ovvero come le calorie/frigorie sono trasferite dal generatore al componente di cessione), o per la modalità con cui avviene il trasferimento di calore (conduzione, convezione o irraggiamento).
Per quanto concerne gli impianti termici intesi nell'accezione comune del termine (impianto dedicato al solo riscaldamento invernale), è possibile classificarli come segue:
- funzionamento continuo, intermittente, discontinuo: a seconda che l'impianto funzioni ininterrottamente tutti i giorni del periodo invernale oppure sia prevista una interruzione durante alcune ore prestabilite del giorno oppure funzioni in maniera irregolare (cioè con cicli di accensione e spegnimento programmati);
- centrale o autonomo: a seconda che esista un'unica caldaia che provveda al riscaldamento centralizzato di un intero edificio oppure ogni unità immobiliare sia dotata di una propria caldaia gestita in maniera autonoma;
- diretto o indiretto: a seconda che gli elementi riscaldanti siano inseriti nell'ambiente da riscaldare o siano esterni ad esso;
- a bassa, media o alta pressione: a seconda dell'entità della pressione durante la fase di espansione del ciclo termodinamico;
- ad un tubo o a due tubi;
- a circolazione naturale o a circolazione forzata: a seconda che la circolazione dell'acqua nelle tubazioni dell'impianto avvenga per effetto della differenza di peso specifico dell'acqua stessa nelle tubazioni di mandata e di ritorno oppure avvenga a mezzo di una pompa;
- ad acqua, a vapore o ad aria: in relazione al fluido termovettore in circolo nelle tubazioni.

## Generazione
Per quanto riguarda la generazione di calore, possono essere utilizzate caldaie (ad esempio con alimentazione a metano, a GPL, pellet o biomasse), resistenze elettriche o pompe di calore. Per la generazione di frigorie (ovvero la sottrazione di calore), invece, possono essere utilizzati gruppi frigoriferi, pompe di calore o pozzi geotermici.

## Sistemi di vettoriamento
Il sistema di vettoriamento può essere presente o meno. Si ha necessità di vettoriamento delle calorie/frigorie quando il generatore è destinato a servire più ambienti attraverso un circuito di distribuzione. Non è presente il sistema di vettoriamento, invece, quando il generatore scambia direttamente con l'ambiente servito.
Qualora sia necessaria, la funzione di vettoriamento può essere svolta da fluidi aeriformi o liquidi.

## Cessione
Per quanto riguarda la cessione delle calorie/frigorie prodotte agli ambienti serviti, possono essere utilizzati, ad esempio, sistemi ad irraggiamento (radiatori, pannelli radianti, piastre) e convezione (termoconvettori, ventilconvettori).

## Schema sintetico di un impianto di riscaldamento autonomo a caldaia stagna
L'impianto è costituito da un generatore (caldaia) "stagna" (nel senso che la camera di combustione è completamente separata dall'ambiente nel quale è collocata la caldaia), dotato di sistema di evacuazione dei fumi (canna fumaria) e di carico dell'aria esterna.
La caldaia è collegata all'impianto di alimentazione del combustibile, alla rete idraulica (per il carico del fluido di vettoriamento) ed al circuito di vettoriamento.
Sul circuito di vettoriamento sono connessi (generalmente attraverso un "collettore") i gruppi radianti (radiatori), il cui dimensionamento viene effettuato in ragione della necessità di apporto o sottrazione di calore nel singolo vano.
Ogni gruppo radiante (radiatore) è dotato di una valvola (che permette la chiusura e l'apertura dell'alimentazione) e di un "detentore" (o valvola di regolazione del flusso).
La regolazione della temperatura dei locali avviene attraverso un cronotermostato, che regola in semplice on/off la caldaia.